# Saint-Maden
Saint-Maden (bret. Sant-Maden) – miejscowość i gmina we Francji, w regionie Bretania, w departamencie Côtes-d’Armor.
Według danych na rok 1990 gminę zamieszkiwało 246 osób, a gęstość zaludnienia wynosiła 38 osób/km² (wśród 1269 gmin Bretanii Saint-Maden plasuje się na 971. miejscu pod względem liczby ludności, natomiast pod względem powierzchni na miejscu 966.).